# Condado de Kearney
O Condado de Kearney é um dos 93 condados do estado norte-americano de Nebraska. A sede do condado é Minden, que é também a sua maior cidade. O condado tem uma área de 1336 km² (dos quais 0 km² estão cobertos por água), uma população de 6882 habitantes, e uma densidade populacional de 5 hab/km² (segundo o censo nacional de 2000). Foi fundado em 1860 e o seu nome provém de Fort Kearny, por sua vez vindo do nome de Stephen W. Kearny (1794-1848), general da Guerra Mexicano-Americana e governador militar da Califórnia.